# Ninh Thuan (provincie)
Ninh Thuan (vietnamsky Ninh Thuận), dříve pojmenovaná provincie Phan Rang, je provincie na jihu Vietnamu. Žije zde přes 500 tisíc obyvatel, hlavní město je Phan Rang–Thap Cham. Provincie se soustřeďuje na zemědělství, zejména na pěštování rýže a tabáku.

## Geografie
Provincie leží na pobřeží Vietnamu na jihu země. Je zde mnoho hornatých oblastí. Sousedí s provinciemi Khanh Hoa, Lam Dong a Binh Thuan.